# Église de l'Assomption de la Vierge Marie de Bolderāja
L'Église catholique romaine de l'Assomption de la Vierge Marie à Bolderāja (en letton : Bolderājas Jaunavas Marijas Debesīs uzņemšanas Romas katoļu baznīca ) est une église catholique située dans le quartier Bolderāja à Riga en Lettonie,.  

## Architecture
L'église, située au 17, rue Gobas iela, est un monument architectural d'importance locale.

## Historique
La construction de l'église a commencé en 1908 selon les plans de l'architecte Edgars Friesendorf. Il a une travée, du côté ouest il y a une tour à quatre étages. Le bâtiment est construit en briques jaunes. La nef de l'église et l'abside de l'autel sont couvertes par un toit à pignon. En 1919, le bâtiment est légèrement endommagé, la tour et certaines parties de la façade sont endommagées par les bombardements. 
En 1944, pendant la Seconde Guerre mondiale, la tour et les murs furent endommagés par des bombardements.

## Galerie

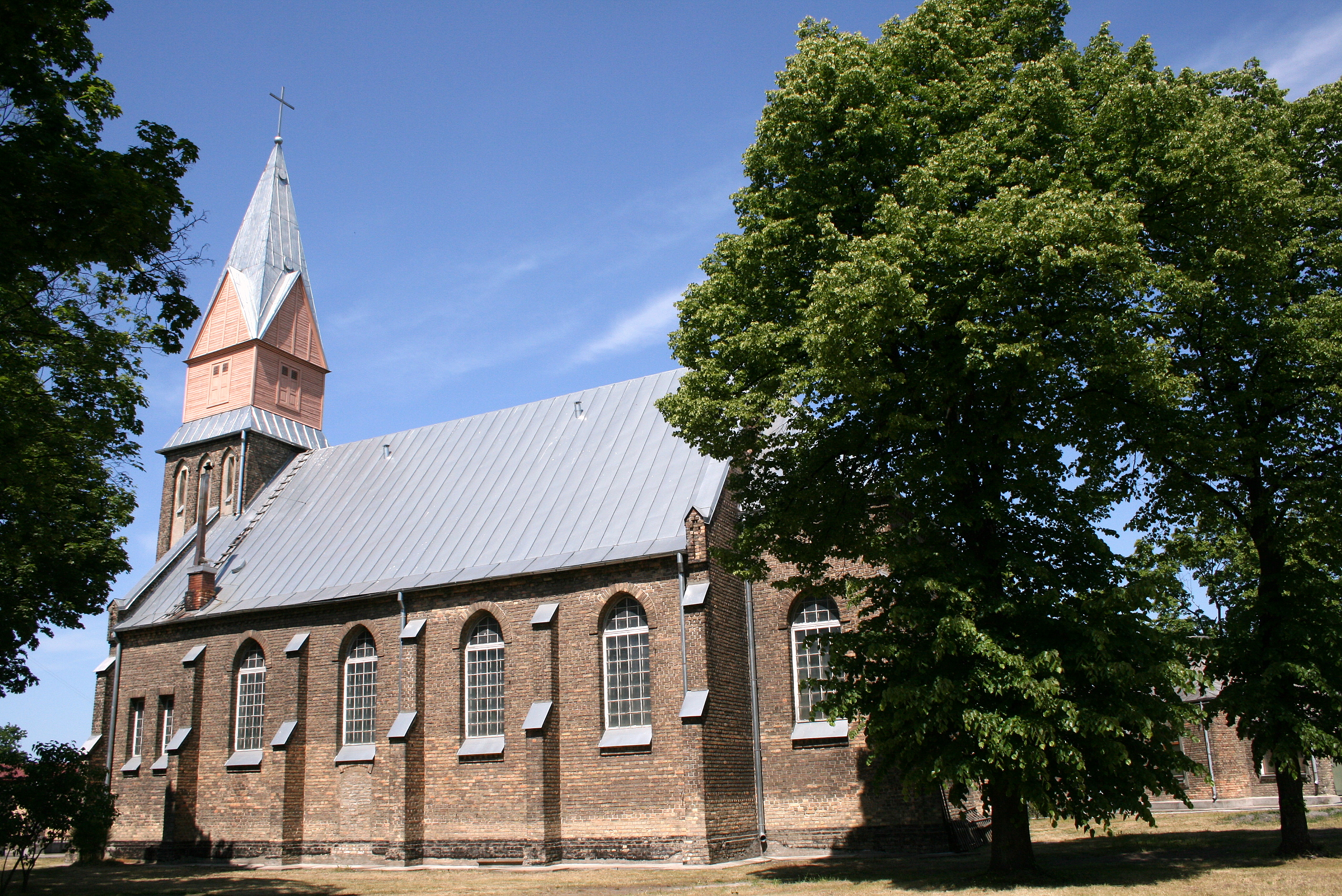
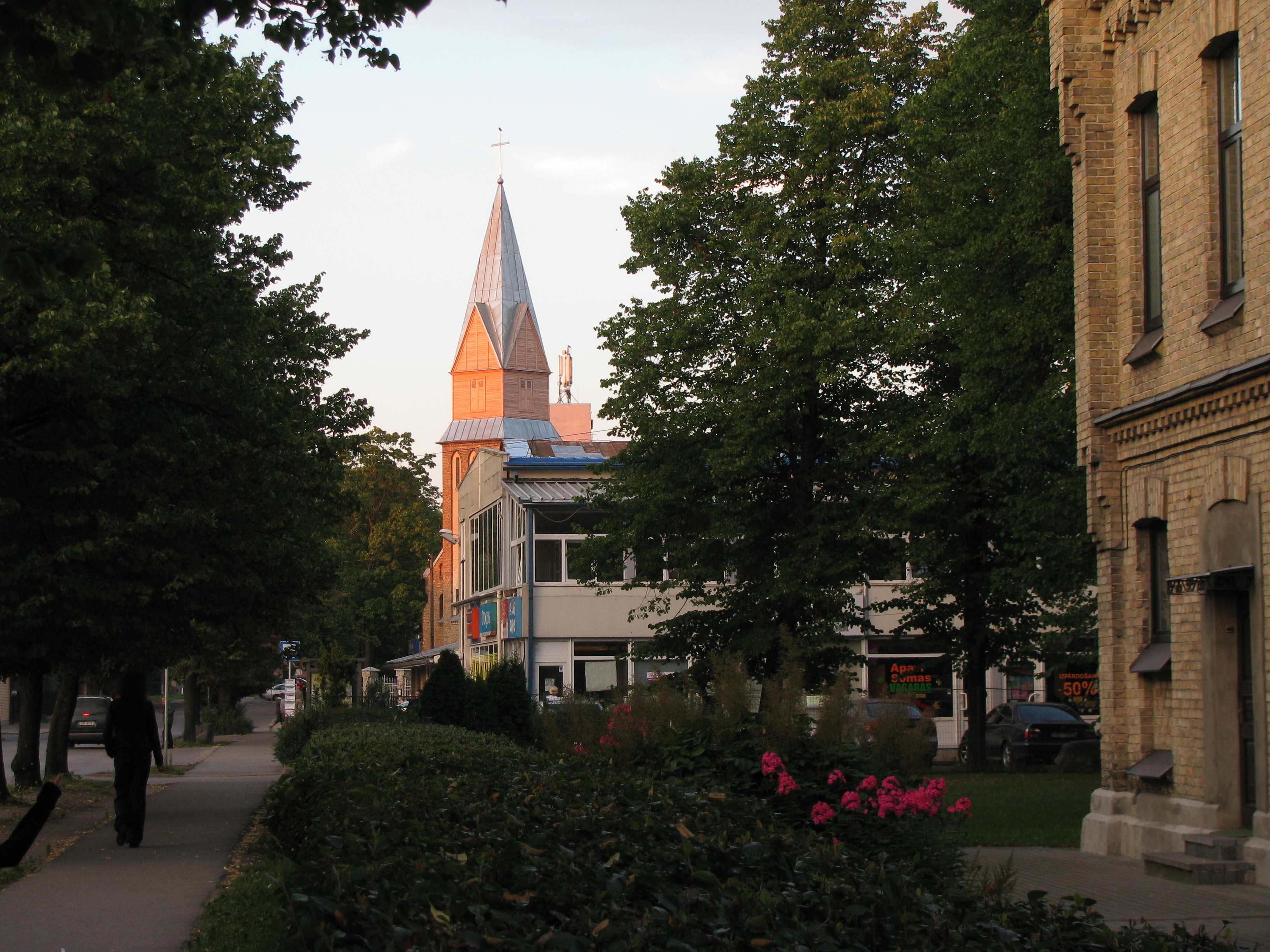
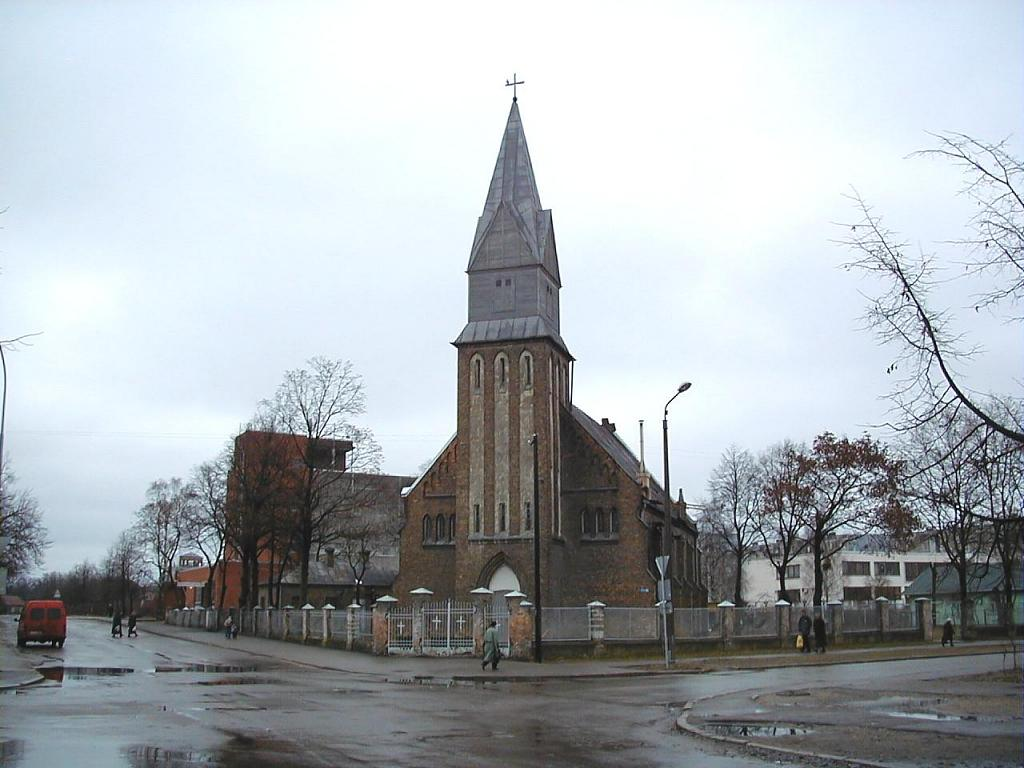